# La Corrida, Torero, Desplante de rodillas
La Corrida, Torero, Desplante de rodillas est un ensemble d'huiles sur toile peintes par Bernard Buffet de 1958 à 1967. Bien que l'artiste en ait réalisé un assez grand nombre, cette partie de son œuvre reste la moins connue et la moins souvent exposée dans les rétrospectives, car les toiles appartiennent à des collections privées. L'autre partie de son œuvre tauromachique, les lithographies est plus connue et répertoriée  par Charles Sorlier dans le tome I du catalogue raisonné.

## Contexte
L' ascension  du peintre a été fulgurante dans les années 1950. En 1954, il a exposé notamment la fresque Horreur de la guerre, ange de la guerre  à la galerie Maurice Garnier, qui milite depuis 2004 pour la création d'un musée Bernard Buffet. En 1958, c'est la consécration pour un artiste de trente ans, avec une rétrospective à la galerie Charpentier qui accueille plus de  cent mille visiteurs, entrée payante. Mais dès la fin des années 1960, Bernard Buffet connaît une chute progressive.
Le commissaire d’exposition des sculptures de l'artiste en 2012 rapporte : « Tous les gens aiment cette première période épurée. Dix ans plus tard, le monde de l’art le déteste. C’est une des plus grandes malhonnêtetés intellectuelles. » Le peintre figuratif a été mis à l’index à la fin des années 1960 par André Malraux, qui ne considère que l'art abstrait
Au début des années 1960, Bernard Buffet est encore en pleine gloire populaire, mais il subit déjà le mépris d'une partie de la critique qui ne voit en lui que le mondain possédant château et rolls, abonné à la couverture de Paris Match. Ce que le monde de l'art français n'a jamais reproché à l'américain Andy Warhol, qui figure  parmi les grandes figures mondaines, elle le reproche à Buffet et le traite avec dédain, à une époque où l'abstraction est la seule voie.  À tel point que la partie tauromachique de son œuvre reste pratiquement ignorée. Et que encore en septembre 2016, l'article consacré à la présentation de la rétrospective Bernard Buffet au Musée d'art moderne de la ville de Paris ne la mentionne pas. David Friend dans Vanity Fair de août 2016 rappelle qu'alors Buffet est considéré comme « l'empereur nu » par le critique John Richardson « Buffet was the emperor without clothes. Buffet was a flash in the pan, art sage John Richardson tells Foulkes, Picasso regarded Buffet as a joke. »

## Les œuvres
La Corrida Desplante de rodillas est le plus grand tableau tauromachique de l'artiste. Il y décrit une passe de muleta : le desplante spectaculaire, qui attire les applaudissements, mais qui peut se révéler dangereuse en fin de faena, surtout lorsque, comme sur la toile, le torero  est dos à l'animal. C'est un des rares tableaux de l'artiste où le taureau est représenté : sanglant, bardé de banderilles. Le matador est genou gauche en terre, muleta dans la main gauche, il regarde l'animal par-dessus son épaule. il est entouré de sa cuadrilla composée de toreros tous vêtus d'habits dans les jaunes, comme celui du maestro. Sur la gauche, deux toreros portent le Capote de paseo, ce qui est inhabituel pendant une faena. On peut considérer ce détail comme une fantaisie hors réalité de l'artiste figuratif.
La Corrida, Torero 1966, le  Torero Jaune et les lithographies de toreros 
Les deux toiles ont un point commun : le jaune dont usait Bernard Buffet de préférence à tout autre couleur, pour le costume du torero, voire le capote qui a disparu dans le torero jaune, pour faire place au jaune d'or du costume très détaillé. Les toreros de Buffet ont en commune d'avoir une œil mort, un visage allongé aux pommettes hautes qui annonce la mort, sujet de ses toutes dernière toiles.
Bernard Buffet s'intéressait moins à la corrida qu'aux acteurs masculins de la faena. Les toreros, sujet principal de ses toiles tauromachiques, le sont aussi dans l'ensemble de son œuvre de lithographe, qui comprend, entre autres : 
- Torero 1966, lithographie en neuf couleurs, signée au crayon par l'artiste, 30 épreuves avec le costume gris sur velin d'Arches, 48 × 69 cm[16]
- Torero 1966, lithographie rehaussée à la mine de plomb, sur Arches 48 × 69 cm [17].
- Un torero 1967, lithographie sur vélin Acropole 31 × 24 cm[18].